# إيلمير جيرجارتس
إيلمير جيرجارتس (بالمجرية: Gergátz Elemér)‏ (و. 1942 – 2019 م) هو سياسي، ومحاضر، وطبيب بيطري مجري، كان عضوًا في الحزب المدني لأصحاب الحيازات الصغيرة المستقلين والعمال الزراعيون (حتى 1992)، توفي عن عمر يناهز 77 عاماً.

## مناصب
تولى منصب وزير الزراعة في المجر ‏ (17 يناير 1991–22 فبراير 1993)
.

## التعليم
تعلم في University of Veterinary Medicine Budapest ‏ (1961–1966)
.

## جوائز
حصل على جوائز منها:
- نيشان الفنون والآداب من رتبة قائد (17 يناير 2013)[3]
- جائزة المنافسة العامة  [لغات أخرى]‏ (1946)